# 御崎朱美
御崎 朱美（みさき あけみ、1973年4月19日 - ）は、日本の女性声優、ナレーター。神奈川県出身。

## 経歴
- 神奈川県立平塚江南高等学校を経て、日本大学芸術学部文芸学科[5]在学中に、青二塾東京校16期生となる[1]。在学中ワシントン州立大学に1年交換で留学していた時期もある[5]。
- 大学卒業と同時に青二プロダクション[1]所属。

## 出演
太字はメインキャラクター。

### テレビアニメ
1996年
- 地獄先生ぬ〜べ〜（女生徒）

1998年
- アニメ週刊DX!みいファぷー
  - こっちむいてみい子（やすこ）
  - ふしぎ魔法ファンファンファーマシィー（新刊の本屋、ラルウ）
  - ヘリタコぷーちゃん（3つ子のペンギン）

1999年
- イソップワールド（風小僧）
- 星方天使エンジェルリンクス（子供）

2000年
- ONE PIECE（門下生）

2002年
- ベイベーばあちゃん（あゆみ、よしこ）

2003年
- 金色のガッシュベル!!（スギナ）

2005年
- ちびまる子ちゃん（2005年 - 2006年、悪ガキC、ノラ）

2006年
- しばわんこの和のこころ（みけにゃんこ）

2007年
- はたらキッズ マイハム組（2007年 - 2008年、小林アミ、イチロー）

2014年
- 暴れん坊力士!!松太郎（おばさん）

### ゲーム
1998年
- みさきアグレッシヴ!（摩周菜摘、烏丸珠美）

1999年
- エレメンタルアーツ
- 学園戦隊ソルブラスト（黄瀬京子）
- FAVORITE DEAR（フィアナ・エクリーヤ）

2001年
- グリーングリーン（小林樹、小野カツ子）

2004年
- グリーングリーン2 恋のスペシャルサマー（小野カツ子）
- 金色のガッシュベル!! 激闘!最強の魔物達（スギナ）

2005年
- グリーングリーン3 ハローグッバイ（小野カツ子）

2006年
- エーデルワイス（風船カズ子）
- SIMPLE2500シリーズ Portable!! Vol.2 THE テニス

2016年
- 逆転オセロニア（ケット・シー）

2019年
- ペルソナ5 ザ・ロイヤル

2024年
- 金色のガッシュベル!! 永遠の絆の仲間たち（スギナ）

### 吹き替え
- Sing×3♪ぼくら、バックヤーディガンズ!（パブロ）
- ハッダーの世界 （パン屋の女）
- ボディブレイク

### テレビ
- E!気分（テレビユー福島、ジュールちゃん）
- いちはらだより（千葉テレビ、レポーター / ナレーション）
- ウッチャきナンチャき（TBS、ボイスオーバー）
- MTV G-SPOT（CS、ナレーション）
- KYOTEIパンドラBOX（日本レジャーチャンネル、ナビゲーター）
- 週刊JLC 番組案内（CS、キャスター）
- 小学生バレーボール（江東CATV　ナレーション）
- 1998世界バレーボール選手権、他スポーツ番組（TBS、助六）
- テレ・コンワールド（TX、ボイスオーバー）
- とんでもファイトコロシアム（TV朝日、ナレーション）
- 中居正広の家族会議をひらこう（TBS、妹）
- のりものずかん（江東CATV、ナレーション）
- ぴあちゃんねる（カミングスーンTV、ナレーション / キャスター）

### ドラマ
- ゴッドハンド輝 第5話（2009年5月9日、TBS） - 劇中CMナレーション 役

### 特撮
2000年
- 未来戦隊タイムレンジャー（エステティシャン・ドミーロの声）

2003年
- 爆竜戦隊アバレンジャー（爆竜アンキロベイルスの声）
- 爆竜戦隊アバレンジャー DELUXE アバレサマーはキンキン中!（爆竜アンキロベイルスの声）
- 爆竜戦隊アバレンジャー「ダイノアーススペシャル!伝説の腕輪と五つのアバレスピリッツ」（爆竜アンキロベイルスの声）
- 爆竜戦隊アバレンジャー「スーパービデオ オール爆竜爆笑バトル」（爆竜アンキロベイルスの声）

2005年
- ウルトラマンマックス（音楽番組ナレーションの声）

### VP
- かくれているのはなんでござる（ナレーション、とび丸） - NHK教育ビデオ
- CatChat EDテーマ曲『たんごでビンゴ』（歌）
- 七田式 はっぴぃタイム（しちのすけ）
- 中央出版（ロバート）

### イベント
- E-WAVE サーキットラジオ（DJ・イベントMC）
- Inter　Bee　エクサインターナショナルブース（ラパン君〈CGキャラクター〉）
- しまじろうファミリーシアター（きのこ・歌）
- 東ハトレディースゴルフトーナメント（MC）
- 日本医学会協会主催イベント・SECOMブース（MC）

### インターネット
- フレッシュアイアニメの達人（漫画・アニメの紹介・連載）

### ラジオドラマ
- 青山二丁目劇場
  - 「紙ヒコーキ」陣太

### CM
- 日東紅茶（ちゅう太）
  - ロイヤルミルクティー 「おいしいロイヤルミルクティーのつくりかた。」篇[8]
  - デイリークラブ「紅茶に1分ください。」篇[9]
  - デイリークラブ「紅茶をムズカしくしたのは？」篇[10]

### オーディオブック
- スマホを落としただけなのに 囚われの殺人鬼（2020年、母）
- 罪の声（2020年）